# 金色杆菌属
金色杆菌属（学名：Aureibacillus）为芽胞杆菌科的一个属。

## 下属物种
本属包括以下物种：
- 耐盐碱金色杆菌 Aureibacillus halotolerans Liu et al., 2015[2]